# アングレーム国際漫画祭 グランプリ
アングレーム国際漫画祭会期中、漫画の発展に寄与した作家1人に対しグランプリ（Grand prix de la ville d'Angoulême）が贈られる。対象となる作家は存命人物に限るが、フランス語話者には限られない。また審査は過去の受賞者によって行なわれる。グランプリを受賞したものは次の年の同漫画祭のディレクターとなるのが通例である。いくつかの記念となる年では特別賞が追加されている。

## 1970年代
- 1974年 - アンドレ・フランカン（フランス語版）【ベルギー】
- 1975年 - ウィル・アイズナー 【アメリカ】
- 1976年 - ペヨ 【ベルギー】
- 1977年 - ジジェ（フランス語版）【フランス】
- 1978年 - ジャン＝マルク・レゼール【フランス】
- 1979年 - マリジャク（フランス語版）【フランス】

## 1980年代
- 1980年 - フレッド (漫画家)（フランス語版）【フランス】
- 1981年 - ジャン・ジロー（＝メビウス）【フランス】
- 1982年 - ポール・ギヨン（フランス語版）【フランス】
- 1983年 - ジャン＝クロード・フォレスト（フランス語版）【フランス】

- - 10周年記念特別賞 - クレール・ブルテシェ（フランス語版）【フランス】
- 1984年 - ジャン＝クロード・メジエール 【フランス】
- 1985年 - ジャック・タルディ【フランス】
- 1986年 - ジャック・ロブ（フランス語版）【フランス】
- 1987年 - エンキ・ビラル 【ユーゴスラビア】
- 1988年 - フィリップ・ドリュイエ【フランス】

- - 15周年記念特別賞 - ユーゴ・プラット（フランス語版）【イタリア】
- 1989年 - ルネ・ペティヨン（フランス語版）【フランス】

## 1990年代
- 1990年 - マックス・カバンヌ 【フランス】
- 1991年 - ゴトリブ（フランス語版）【フランス】
- 1992年 - フランク・マルジュラン（フランス語版）【フランス】

- - 20周年記念特別賞 - モリス(漫画家) （フランス語版）【ベルギー】
- 1993年 - ジェラール・ロジエ（フランス語版）【フランス】
- 1994年 - ニキータ・マンドリカ（フランス語版）【フランス】
- 1995年 - フィリップ・ヴュイルマン（フランス語版）【フランス】
- 1996年 - アンドレ・ジュイヤール（フランス語版）【フランス】
- 1997年 - ダニエル・ゴセンス（フランス語版）【フランス】
- 1998年 - フランソワ・ブーク（フランス語版）【フランス】
- 1999年 - ロバート・クラム 【アメリカ】

- - ミレニアム記念 - アルベール・ユデルゾ【フランス】

## 2000年代
- 2000年 - フロランス・セスタック（フランス語版）【フランス】
- 2001年 - マルタン・ヴェイロン（フランス語版）【フランス】
- 2002年 - フランソワ・スクイテン【ベルギー】
- 2003年 - レジス・ロワゼル【フランス】
- 2004年 - ゼップ (漫画家)（フランス語版）【スイス】

- - 30周年記念特別賞 - ジョアン・スファール 【フランス】
- 2005年 - ジョルジュ・ウォランスキ【フランス】
- 2006年 - ルイス・トロンダイム 【フランス】
- 2007年 - ホセ・ムニョース 【アルゼンチン】
- 2008年 - デュピィ&ベルベリアン（フランス語版）【フランス】
- 2009年 - ブルッチ（フランス語版）【フランス】

## 2010年代
- 2010年 - バリュ (漫画家)（フランス語版）【フランス】
- 2011年 - アート・スピーゲルマン【アメリカ】
- 2012年 -  ジャン＝クロード・ドゥニ（フランス語版）【フランス】
- 2013年 - ウィレム (風刺漫画家)（フランス語版）【オランダ】

- - 40周年記念特別賞 - 鳥山明 【日本】
- 2014年 - ビル・ワターソン【アメリカ】
- 2015年 - 大友克洋【日本】

- - 特別グランプリ - シャルリー・エブド【フランス】
- 2016年 - エルマン（フランス語版）【ベルギー】
- 2017年 - コゼ（フランス語版）【スイス】
- 2018年 - リチャード･コーベン（英語版）【アメリカ】
- 2019年 - 高橋留美子【日本】

## 2020年代
- 2020年 - エマニュエル・ギベール 【フランス】[1]
- 2021年 - クリス・ウェア【アメリカ】[2]
- 2022年 - Julie Doucet（英語版）[3]
- 2023年 - リアド・サトゥフ【フランス】[4]

- - 50周年記念特別賞 - 諫山創 【日本】[5][6]

- 2024年 - Posy Simmonds（英語版） [7]